# Episodi di Bones (prima stagione)
La prima stagione della serie televisiva Bones è stata trasmessa in prima visione negli Stati Uniti d'America da Fox dal 13 settembre 2005 al 17 maggio 2006.
In Italia è stata trasmessa in prima visione in chiaro da Rete 4, non nella sequenza originale, dal 4 dicembre 2006 al 10 febbraio 2007, ad eccezione dell'episodio Il bambino nel prato, che è stato trasmesso in prima visione satellitare Fox Life, canale a pagamento della piattaforma Sky, l'8 settembre 2008; questo è stato poi trasmesso per la prima volta in chiaro da Cielo il 23 giugno 2012.
| nº | Titolo originale               | Titolo italiano              | Prima TV USA      | Prima TV Italia  |
| -- | ------------------------------ | ---------------------------- | ----------------- | ---------------- |
| 1  | Pilot                          | Testimone dal passato        | 13 settembre 2005 | 4 dicembre 2006  |
| 2  | The Man in the S.U.V.          | L'attentato                  | 20 settembre 2005 | 4 dicembre 2006  |
| 3  | A Boy in the Tree              | Al di sopra di ogni sospetto | 29 settembre 2005 | 5 dicembre 2006  |
| 4  | The Man in the Bear            | La mano                      | 1º novembre 2005  | 5 dicembre 2006  |
| 5  | A Boy In a Bush                | Il bambino nel prato         | 8 novembre 2005   | 11 dicembre 2006 |
| 6  | The Man in the Wall            | La mummia                    | 15 novembre 2005  | 11 dicembre 2006 |
| 7  | A Man on Death Row             | Condannato a morte           | 22 novembre 2005  | 18 dicembre 2006 |
| 8  | The Girl in the Fridge         | Il gioco dell'ex             | 29 novembre 2005  | 18 dicembre 2006 |
| 9  | The Man in the Fallout Shelter | Il più bel regalo di Natale  | 13 dicembre 2005  | 23 dicembre 2006 |
| 10 | The Woman at the Airport       | La donna dell'aeroporto      | 1º febbraio 2006  | 23 dicembre 2006 |
| 11 | The Woman in the Car           | Rapimento e riscatto         | 1º febbraio 2006  | 30 dicembre 2006 |
| 12 | The Superhero in the Alley     | Morte di un supereroe        | 8 febbraio 2006   | 30 dicembre 2006 |
| 13 | The Woman in the Garden        | Doppio delitto               | 15 febbraio 2006  | 13 gennaio 2007  |
| 14 | The Man on the Fairway         | Scomparsi                    | 22 febbraio 2006  | 13 gennaio 2007  |
| 15 | Two Bodies in the Lab          | Due corpi sotto esame        | 15 marzo 2006     | 20 gennaio 2007  |
| 16 | The Woman in the Tunnel        | Sotto la città               | 22 marzo 2006     | 20 gennaio 2007  |
| 17 | The Skull in the Desert        | Il teschio nel deserto       | 29 marzo 2006     | 27 gennaio 2007  |
| 18 | The Man with the Bone          | La maledizione dei pirati    | 5 aprile 2006     | 27 gennaio 2007  |
| 19 | The Man in the Morgue          | Dopo Katrina                 | 19 aprile 2006    | 3 febbraio 2007  |
| 20 | The Graft in the Girl          | Senza speranza               | 26 aprile 2006    | 3 febbraio 2007  |
| 21 | The Soldier on the Grave       | Il reduce sulla tomba        | 10 maggio 2006    | 10 febbraio 2007 |
| 22 | The Woman in Limbo             | Un volto per l'assassino     | 17 maggio 2006    | 10 febbraio 2007 |

## Testimone dal passato

La dr.essa Temperance Brennan al lavoro nell'esaminare le ossa della stagista, nonché vittima di un omicidio

- Titolo originale: Pilot
- Diretto da: Greg Yaitanes
- Scritto da: Hart Hanson

### Trama
L'antropologa forense Temperance Brennan soprannominata "Bones" viene tallonata dall'agente dell'FBI Seeley Booth che le chiede di aiutarlo a risolvere l'omicidio su un caso in cui la vittima è irriconoscibile. Si scopre che la vittima era l'ex stagista di un senatore. Le pressioni politiche e il fatto che Bones sia affidata alla tutela dell'Agente Booth butta scompiglio sia a livello personale fra i due, sia a livello di accuse. A seguito di attente analisi, il sospetto cade sull'ex fidanzato della stagista, nonché attuale segretario del senatore. L'assassino che tenta di bruciare la sua cantina per cercare di eliminare le prove a suo carico. Bones lo ferma in tempo sparandogli un colpo di pistola alla gamba.
- Altri interpreti: Chris Conner (Oliver Laurier), Larry Poindexter (Senator Bethlehem), Sam Trammell (Ken Thompson), Tyrees Allen (Ted Eller), Naja Hill (Cleo Louise Eller).

## L'attentato
- Titolo originale: The Man in the S.U.V.
- Diretto da: Allan Kroeker
- Scritto da: Stephen Nathan

### Trama
Bones e Booth vengono chiamati a indagare sull'esplosione dell'auto di un diplomatico mediorientale. I due devono scoprire se l'uomo era un terrorista o se è rimasto vittima di un omicidio. Le indagini degli investigatori partono dai familiari della vittima: il fratello e la ex moglie. I tecnici di laboratorio scoprono che entrambi i fratelli soffrivano di eruzioni cutanee al volto e iniziano a fare delle ipotesi sul tipo di sostanza con la quale i due sono entrati in contatto. Scoperto un laboratorio per la costruzione di rudimentali bombe alla diossina nell'appartamento del fratello della vittima, quest'ultimo diventa il principale sospettato e viene fermato all'interno di un centro commerciale con un colpo di pistola sparato da Booth, giusto un attimo prima che faccia detonare un altro ordigno.

## Al di sopra di ogni sospetto
- Titolo originale: A Boy in a Tree
- Diretto da: Patrick R. Norris
- Scritto da: Hart Hanson

### Trama
Bones e Booth devono districarsi in una fitta di rete di frodi e ricatti a sfondo sessuale in una scuola privata, dopo avere ritrovato il corpo di un ragazzo impiccato a un albero nel giardino della medesima. Bones e Booth si ritrovano a subire le pressioni del preside che intende salvare la reputazione della scuola, fiore all'occhiello in fatto di sicurezza, a cui sono iscritti i figli di importanti figure della politica americana. Il preside quindi tende a escludere l'omicidio per favorire la tesi del suicidio, tesi che, se confermata dalle indagini, escluderebbe ogni responsabilità della scuola. Il fiuto di Booth porterà però la scoperta di un filmato a sfondo sessuale autoprodotto che smaschererà due degli ex compagni della vittima come esecutori del delitto, che avevano il fine di chiedere soldi per la non diffusione del video.

## La mano
- Titolo originale: The Man in the Bear
- Diretto da: Allan Kroeker
- Scritto da: Laura Wolner

### Trama
Viene ritrovata una mano all'interno di un orso morto; Bones e Booth vengono chiamati a indagare in una cittadina fuori Washington. Dopo avere eseguito i rilevi del caso e avere avuto un riscontro con i reperti inviati al Jeffersonian, Bones e Booth iniziano a sospettare del guardiaparco della zona, scoprendo però che si tratta solo di un bracconiere che finge di amare la natura. Proseguendo con le indagini, i sospetti cadono sul dottore della città, colpevole di aver cercato di eseguire un rito di iniziazione usando pezzi di corpi umani.

## Il bambino nel prato
- Titolo originale: A Boy in a Bush
- Diretto da: Jesús Salvador Treviño
- Scritto da: Greg Ball e Steve Blackman

### Trama
Viene ritrovato il corpo di un bambino stuprato; Booth si rivolge agli aiutanti di Bones per cercare di fare luce sulla vicenda. Si scopre che i fratelli della vittima nonché la vittima stessa sono dei bambini adottati; la scoperta però non porta a nessun progresso, inizia così una ricerca a ritroso sugli ultimi istanti del bambino in compagnia dei fratelli. Grazie al temperamento di Bones, che si ritrova ad avere un dialogo quasi materno con il fratello minore della vittima, si viene a conoscenza del nome dell'autore dell'omicidio. Il pedofilo viene arrestato e i due figli adottivi possono continuare a vivere con la madre.

## La mummia
- Titolo originale: The Man in the Wall
- Diretto da: Tawnia McKiernan
- Scritto da: Elizabeth Benjamin

### Trama
Bones e Angela si ritrovano quasi coinvolte in una rissa in discoteca. Durante la colluttazione, una porzione di parete crolla e viene trovato il corpo mummificato di un uomo e della droga. La vittima era un deejay piuttosto famoso e le indagini si spostano quindi nel mondo del rap e dell'hip hop; successivamente viene coinvolto il proprietario del locale e talent scout di artisti emergenti. Il padre della vittima si reca da Booth per convincerlo che suo figlio non ha mai fatto uso di droghe. Il detective pensa quindi che sia da escludere la pista del regolamento di conti. Con la scoperta di un altro cadavere che presenta un medesimo strano segno, quasi come se fossero stati colpiti dalla stessa arma, Bones e Booth arrestano il proprietario del locale e gli confiscano il bastone da passeggio: all'estremità porta la testa di un animale in acciaio, conformazione che combacia con i segni trovati sui cadaveri.

## Condannato a morte
- Titolo originale: The Man on Death Row
- Diretto da: David Hugh Jones
- Scritto da: Noah Hawley

### Trama
Un'avvocatessa di un'organizzazione pro bono tenta di salvare un uomo dalla condanna a morte per aver ucciso una ragazza. La donna cerca di coinvolgere Booth il quale, tempo prima, aveva arrestato il colpevole e trovato alcune prove. Il detective si ritrova a dover riaprire un caso che lui stesso aveva chiuso e a fronteggiare sia il suo superiore, sia i genitori della vittima che si sentono traditi dalla giustizia. Bones fa riesumare il corpo della ragazza mentre Zack, risolvendo l'enigma di alcuni numeri ritrovati su un foglietto legato all'omicidio, riesce a trovare una palude con altri cadaveri. Bones e Booth sono quindi obbligati a fare fermare l'esecuzione alla luce delle nuove prove. Per ironia della sorte, i due scoprono che anche le altre vittime sono state uccise proprio dal condannato a morte, il quale ora dovrà restare in attesa di un nuovo processo dai tempi decisamente lunghi. Il colpevole ha raggiunto il suo scopo: rimandare l'esecuzione. Bones e Booth sono affranti e l'avvocatessa se ne va piangendo.

## Il gioco dell'ex
- Titolo originale: The Girl in the Fridge
- Diretto da: Sanford Bookstaver
- Scritto da: Dana Coen

### Trama
Booth porta nei laboratori del Jeffersonian un frigo contenente il corpo decomposto di una donna; è ora compito di Bones risolvere gli enigmi del caso. Viene però coinvolta sentimentalmente da un suo ex professore universitario, Maicol. Le indagini portano alla scoperta di una coppia che aveva dato alloggio alla defunta e che probabilmente è coinvolta nel suo omicidio. La coppia viene arrestata e parallelamente il coinvolgimento professionale e privato tra Bones e il suo ex professore continua, fino alla scoperta di Booth: il professore è il medico legale della difesa, e ora, dopo aver assimilato tutti i dati dell'accusa tramite la relazione con Bones, si ritrovano faccia a faccia in tribunale. Dapprima in evidente crisi, a causa della freddezza e nell'uso di un lessico da laboratorio che non convince la giuria da parte di Bones, l'accusa, su consiglio di Booth, sfigura Bones ai loro occhi, portandoli a conoscenza del suo passato di figlia orfana di genitori assassinati ancora senza giustizia; questo fatto scatena in lei un susseguirsi di risposte che la porterà a convincere la giuria e a fare condannare la coppia.

## Il più bel regalo di Natale
- Titolo originale: The Man in the Fallout Shelter
- Diretto da: Greg Yaitanes
- Scritto da: Hart Hanson

### Trama
Booth porta a Bones lo scheletro di una persona defunta negli anni cinquanta, ritrovata all'interno di un rifugio antiatomico. Sebbene sia l'antivigilia di Natale, la squadra si mette ad analizzare i vari reperti del caso. Mentre Zack ed Hodgins stanno tagliando con una sega elettrica le ossa al fine di analizzarle, una polvere ricca di spore di un particolare fungo si alza nell'aria, provocando la chiusura ermetica delle porte di sicurezza e decretando lo stato di quarantena. Il gruppo si trova quindi a passare il Natale chiuso in laboratorio, lontano dalla famiglia. È qui che Bones, con l'aiuto dei suoi collaboratori e spinta dallo spirito natalizio di Angela, riesce a rintracciare la ex fidanzata del defunto la quale si presenterà in laboratorio la mattina di Natale. La vicenda viene chiarita, la donna ottiene le sue risposte e Bones, restata sola dopo l'azzeramento dello stato di quarantena, sconfigge i propri fantasmi del passato aprendo il regalo che le fecero i genitori poco prima della loro scomparsa.

## La donna dell'aeroporto
- Titolo originale: The Woman at the Airport
- Diretto da: Greg Yaitanes
- Scritto da: Teresa Lin

### Trama
Bones e Booth si recano a Los Angeles dove una prostituta è stata fatta a pezzi vicino all'aeroporto. Il caso diviene più difficile del previsto in quanto Angela, ricevute le prove analizzate sul luogo, non riesce a tracciare un profilo fisico al viso del corpo: diverse operazioni radicali di chirurgia plastica hanno compromesso la possibilità di ottenere il suo aspetto naturale. Booth indirizza i suoi sospetti su un noto chirurgo plastico che aveva denunciato la scomparsa delle protesi mammarie ritrovate al cadavere, ma più tardi dovrà ricredersi, colpito dalle parole di un'altra squillo lavorante per la stessa società escort. Sulle piste di un nuovo chirurgo, Bones trova l'arma del delitto: si tratta di un arnese brevettato apposta per un certo tipo di operazioni vietate dal codice deontologico, ma ben presto il delitto si scoprirà essere opera di una collega della vittima, grazie alle parole del chirurgo indagato che avendo conosciuto la escort, ne descrive l'animo tormentato. La ragazza viene avvicinata da Booth come fosse un normale cliente, ma dopo averle esaminato le unghie, una era stata trovata sul corpo della vittima, la fa arrestare; ora le spoglie della donna possono essere restituite alla famiglia.

## Rapimento e riscatto
- Titolo originale: The Woman in the Car
- Diretto da: Dwight H. Little
- Scritto da: Noah Hawley

### Trama
Bones e Booth vengono inviati sul luogo di un incidente d'auto, dove vengono ritrovati i resti carbonizzati di una donna; dalle prime analisi viene accertata la presenza del figlio della donna sul sedile posteriore prima dell'incidente e questo fa supporre si tratti di un rapimento e di un regolamento di conti. Le indagini portano al marito della vittima, momentaneamente scomparso, che sembra debba testimoniare contro una multinazionale che fornisce giubbotti protettivi ai militari in guerra, giubbotti rivelatosi difettosi. Inizia una lotta contro il tempo: da una parte la vita del figlio della coppia, dall'altra la data di fronte al grand jury che potrebbe inchiodare i responsabili dei difetti ai materiali impiegati in guerra. Seguendo l'istinto, Booth riesce a trovare e fermare il marito della vittima appena prima che compia un disperato gesto di vendetta ai danni del proprietario della multinazionale; grazie al lavoro della squadra al Jeffersonian, l'FBI rintraccia il luogo dove il bambino è custodito e lo libera. Il padre è ora libero di testimoniare, non temendo più ritorsioni al figlio.

## Morte di un supereroe
- Titolo originale: The Superhero in the Alley
- Diretto da: James Whitmore Jr.
- Scritto da: Elizabeth Benjamin

### Trama
Viene ritrovato il cadavere semi decomposto di un presunto giovane, tra i quattordici e i diciotto anni. Booth viene incaricato dal suo superiore, insieme a Bones, di far luce sul caso; scoprono, grazie al calco dei denti della vittima, la sua identità: si tratta di un ragazzo non molto socievole frequentante un clan dedito al fanatismo per i giochi di ruolo e le storie a fumetti. Zack, effettuando la pulizia delle ossa del cadavere, rileva la presenza di un altro osso non appartenente alla vittima: è caccia al suo assassino. Grazie a una stampa a fumetti ritrovata sul luogo del delitto, Angela riesce a estrapolarne la storia e le conseguenti armi usate dal supereroe cartonato; si tratta di un coltello a tre lati, usato per pulire le palle da bowling, che collima esattamente con le ferite del giovane. Si scopre che il ragazzo lavorava proprio in un bowling e dopo una prima analisi si scopre anche che il gestore maltratta la moglie. Egli diviene il principale indiziato e dopo un'attenta analisi del coltello ritrovato in una cassetta degli attrezzi, viene arrestato con l'accusa di omicidio.

## Doppio delitto
- Titolo originale: The Woman in the Garden
- Diretto da: Sanford Bookstaver
- Scritto da: Laura Wolner

### Trama
Durante un normale controllo di routine, degli agenti incappano in una persona che non si ferma allo stop; bloccato e controllato, l'uomo ha un cadavere nel baule dell'auto. Bones, con l'aiuto di Hodgins, che scopre, tramite i parassiti e gli insetti presenti sul corpo, l'origine del terreno della sepoltura, risale a un secondo cadavere, sotterrato nel giardino di un senatore. Più tardi si scoprirà che la defunta, il cadavere trovato era femminile, era incinta e aveva avuto una relazione con il figlio del senatore, lavorava come domestica nella famiglia. Si cerca ora l'assassino e la modalità con cui è stato compiuto l'atto, circostanza infatti insolita; la testa della vittima è stata colpita con la colonna di un letto particolare, dell'altezza di oltre due metri. Angela, grazie all'aiuto della sua simulazione, illuminerà Bones, che tornando nella casa del senatore, troverà il colpevole; si tratta del capo giardiniere, che strattonandola giù dalla scala durante le operazioni di pulizia della stanza, l'ha sbattuta violentemente contro la colonna.

## Scomparsi
- Titolo originale: The Man on the Fairway
- Diretto da: Tony Wharmby
- Scritto da: Steve Blackman

### Trama
Un piccolo aereo privato si schianta nei pressi di un campo da golf; la questione è molto delicata, in quanto a bordo viaggiavano due membri del Partito Comunista Cinese. Bones, dopo un primo esame dei cadaveri, deduce che sul luogo del disastro siano presenti ossa non facenti parte dello schianto, si indaga quindi parallelamente anche su un omicidio. Mentre una parte degli scienziati stanno cercando di dare un'identità al sesto passeggero dell'aereo, che ufficialmente non era a bordo, Bones cerca di risalire all'identità della persona uccisa tramite i pochi resti ossei trovati. Verificando le incisioni sulle ossa, essi risalgono a una macchina tritalegna e, verificando l'angolo di uscita, trovano la posizione di altri resti, permettendo l'identificazione della persona. Si tratta del fratello di un pregiudicato, che è stato ucciso per ottenere l'eredità della casa lasciata dalla madre; il caso quindi è chiuso. Anche sul fronte equipaggio, il sesto passeggero è stato identificato: si tratta di una prostituta che era stata fatta salire a bordo ma non era stata registrata come equipaggio.

## Due corpi sotto esame
- Titolo originale: Two Bodies in the Lab
- Diretto da: Allan Kroeker
- Scritto da: Stephen Nathan

### Trama
Il corpo di un mafioso viene ritrovato su di una spiaggia, trasportato dalla marea: ha i piedi cementati, inequivocabile segno di un regolamento di conti mafioso. C'è anche un secondo cadavere su cui investigare, il corpo di una donna ucciso e poi divorato da cani. Mentre Bones lavora al corpo del mafioso, viene avvicinata da un infiltrato, collega di Booth Jamie Kenton (Adam Baldwin), che lavorava per la famiglia di appartenenza della vittima; ha lo scopo di fornirle supporto informativo. Booth per l'omicidio della donna sospetta di una sua vecchia conoscenza, che non era riuscito a fare arrestare in passato per mancanza di prove. Nel frattempo Bones è in pericolo di vita, quando, davanti a un locale, viene quasi uccisa da diversi colpi di pistola. La mafia è sulle sue tracce. Nel tentativo di proteggerla, in un secondo attentato, Booth si prende in pieno l'esplosione di una bomba all'interno dell'appartamento di Bones; questa vicenda lo porta a ragionare e a sospettare dell'amico ex infiltrato, sospettato ora di essere un doppiogiochista per conto della mafia. Infatti Bones viene rapita dall'agente che ammette anche di avere fatto sparire il sospettato per le vittime delle donne e che, dopo averla uccisa, avrebbe lasciato delle piste che avrebbero portato a lui. Il provvidenziale intervento di Booth e della sua squadra però evitano il peggio e l'ex infiltrato viene arrestato.

## Sotto la città
- Titolo originale: The Woman in the Tunnel
- Diretto da: Joe Napolitano
- Scritto da: Greg Ball e Steve Blackman

### Trama
Bones e Booth indagano sul ritrovamento di un cadavere nel sottosuolo cittadino, dove una comunità di persone si è stabilita e vive. La vittima, un'autrice di documentari sulla vita sotterranea, è precipitata da un pozzo, ma prima è stata colpita con un oggetto contundente. Le indagini si concentrano su un cosiddetto capo gruppo, che sembra avere avuto contatti con la documentarista. L'uomo viene arrestato ma la pista non porta a nessuna uscita e vengono quindi prese in esame anche le testimonianze di due professionisti che avevano fatto da guida alla povera sfortunata; questi ultimi diventano i principali indiziati quando, dopo avere precedentemente negato di essere scesi nel sottosuolo, vengono immortalati durante le riprese del filmato sequestrato a casa della vittima. Esce allo scoperto un antico e misterioso tesoro, che diventa il movente dell'uccisione; si tratta di lingotti d'oro e ritratti appartenenti al secolo scorso, di inestimabile valore. La vittima voleva denunciare il ritrovamento, contro la volontà dei propri carnefici. Arrestati, il capo gruppo viene scagionato e prosciolto da ogni accusa e, rifiutando ogni aiuto dalla squadra per tornare a un'esistenza migliore, ritorna alla propria vita sotterranea.

## Il teschio nel deserto
- Titolo originale: The Skull in the Desert
- Diretto da: Donna Deitch
- Scritto da: Jeff Rake

### Trama
Angela, durante una vacanza nel deserto con il suo ragazzo, chiama Bones, sconvolta: è stato consegnato un teschio in una scatola allo sceriffo della zona, e il suo uomo, di professione fotografo, è scomparso da qualche giorno; Angela tema che si tratti proprio delle sue ossa. Bones si precipita sul luogo e, dopo avere inutilmente cercato di mandare i resti al Jeffersonian per essere esaminati, richiede l'intervento di Booth. Dopo le verifiche del caso, si scopre che si tratta proprio delle ossa del ragazzo di Angela. Sconvolta in un primo momento, decide di partecipare attivamente alle ricerche della guida che era con lui, nel tentativo di scoprire la sua sorte. Viene alla luce un regolamento di conti per una questione di droga peyote, utilizzata dagli indiani per i loro riti religiosi. Si sospetta che dietro l'omicidio si nascondano i trafficanti, ma risulta coinvolto un ricco disegnatore di opere di artigianato locale, che messo alle strette da Booth cerca un patto per uscire dalla situazione, svelando i nomi dei trafficanti. Booth non vuole scendere a patti e sarà proprio Angela con una specie di visione, alla ricerca di indizi nel deserto, a scovare il luogo dove si trova la guida ormai quasi esanime; i trafficanti vengono arrestati insieme all'artigiano, che vuota il sacco sulle proprie responsabilità riguardanti l'omicidio.

## La maledizione dei pirati
- Titolo originale: The Man with the Bone
- Diretto da: Jesús Salvador Treviño
- Scritto da: Craig Silverstein

### Trama
Un uomo di professione ricercatore di tesori, viene ritrovato cadavere; ha rinchiuso in una mano, un osso di una mano di circa trecento anni. L'uomo stava lavorando in un pozzo di grande profondità, dove sembra essere sotterrato un ricco tesoro di pirati. Gli scavi, finanziati da un ricco imprenditore con conoscenze nelle alte sfere, trova coinvolto anche un altro aiutante, che dichiarandosi amico della vittima, si scopre invece intento a sciogliere la società; forse nasconde qualcosa, o meglio ha trovato qualcosa nel pozzo e non intende dividerlo con i rimanenti membri. Oltre a lui partecipa anche un quarto uomo, che ha perso il fratello qualche tempo prima, nelle diverse discese effettuate nel pozzo. Hodgins, appassionato di storie sui pirati, partecipa attivamente nelle discese, con la scusa di ricercare campioni di terriccio depositati sul fondo; legherà una sorta di amicizia con il quarto uomo, che lo porterà a rischiare la vita: Bones e Booth scoprono infatti che l'osso ritrovato rinchiuso nella mano del primo cadavere, altro non è che un osso appartenente a una mostra proprio indetta dal Jeffersonian. Le ossa quindi, sono state rubate con l'aiuto di una guardia e depositate sul fondo del pozzo, con lo scopo di dimostrare l'esistenza di qualcosa di antico e importante e ottenendo di fatto la non interruzione degli scavi. Offeso dal gesto, il quarto uomo decide di vendicare la morte del fratello che tanto aveva dato agli scavi, ma solo il tempestivo intervento di Booth e il contemporaneo ritrovamento sul fondo di un'antica moneta da parte di Hodgins lo portano a riflettere e a farlo risalire.

## Dopo Katrina
- Titolo originale: The Man in the Morgue
- Diretto da: James Whitmore Jr.
- Scritto da: Noah Hawley e Elizabeth Benjamin

### Trama
Bones si trova a New Orleans per assistere e dare una mano al ritrovamento dei numerosi cadaveri ancora senza identità, a causa dell'uragano Katrina. Dopo un estenuante giorno di lavoro, si risveglia con una frattura al polso e con i vestiti imbrattati di sangue; in verità sono passati due giorni, ma lei non sembra ricordare nulla di quanto avvenuto. Come se non bastasse, il suo collaboratore viene trovato assassinato e oltre a seguire la pista del voodoo, la polizia sospetta di Bones, che corre ai ripari sfruttando la collaborazione di Booth, corso sul luogo per sincerarsi delle sue condizioni. Arrestata, Bones esce su cauzione e, assieme a Booth, seguono la pista voodoo, andando incontro allo scetticismo di Bones ma trovando un altro cadavere: si tratta di un altro suo collaboratore; ma questa volta l'assassino ha lasciato un marchio indelebile sul corpo, lo stemma dell'auto che lo ha travolto e ucciso, il che li porta nel negozio di un venditore di oggetti voodoo proprietario dell'auto. L'uomo nel frattempo ha commesso un altro omicidio, quello della figlia, rea di essere uno stregone dalla parte del bene. Egli viene arrestato e il cerchio si chiude: ha organizzato l'uccisione del primo collaboratore di Bones perché considerato un sacerdote del bene e ha tentato di mascherare l'omicidio incastrando Bones.

## Senza speranza
- Titolo originale: The Graft in the Girl
- Diretto da: Sanford Bookstaver
- Scritto da: Laura Wolner e Greg Ball

### Trama
La figlia del vice direttore dell'FBI è malata di un cancro ai polmoni molto raro, tipico delle persone esposte all'amianto. Bones, dopo avere fatto visita alla piccola, chiede di vedere le lastre di un'operazione subita qualche tempo prima, a causa di una caduta con lo snowboard. Vengono effettuate delle analisi e la risposta è sconcertante: alla ragazzina è stato trapiantato l'osso di una persona malata di cancro, che l'ha quindi condannata. Partono subito le ricerche, che portano Booth a sospettare prima del direttore dell'ospedale, poi della moglie del donatore e infine dell'impresa di pompe funebri autorizzata alla cremazione del corpo. Ma la verità è un'altra: cedendo alle pressioni di Booth, l'impresario smaschera l'assistente del direttore dell'ospedale, la quale praticava rimozioni non autorizzate di ossa dai cadaveri in accordo con l'impresario stesso, per poi girarle illegalmente alla banca degli organi. Gli agenti ora sono pronti per eseguire gli arresti. Ma per la piccola il destino è già scritto; quel particolare tipo di cancro non le lascerà scampo. Si è potuto però salvare in tempo altri riceventi di quelle ossa malate.

## Il reduce sulla tomba
- Titolo originale: The Soldier on the Grave
- Diretto da: Jonathan Pontell
- Scritto da: Stephen Nathan

### Trama
Viene ritrovato un corpo completamente carbonizzato sulla tomba di un marine americano morto durante la guerra in Iraq, nel cimitero di Arlington. Si tratta di un suo compagno di squadra, che a un primo esame sembra si sia suicidato. Bones e Booth vengono chiamati per le circostanze del caso, ma dopo un'attenta analisi, Bones scopre che il giovane è stato ucciso; si tratta quindi di un insabbiamento. Si continua a raccogliere prove e si indaga a fondo sulla vicenda che ha portato alla morte del primo marine sepolto ad Arlington; ne esce una cospirazione da parte del capitano della squadra che, sapendo che il marine era caduto a causa di fuoco amico, ha redatto i rapporti tralasciando dati importanti. Si scopre in seguito che l'autore dell'involontario omicidio ai danni del compagno durante la guerra, è stato ritrovato suicida nel suo studio; ma gli alibi reggono e manca ancora il nome dell'omicida del secondo marine. È qui che analizzando il metodo di uccisione, che rileva l'uso di un attrezzo da sala operatoria, si scopre la colpevolezza di una giovane donna, medico facente parte della squadra: non voleva che la verità fosse scoperta sull'insabbiamento, e ha agito di conseguenza.

## Un volto per l'assassino
- Titolo originale: The Woman in Limbo
- Diretto da: Jesús Salvador Treviño
- Scritto da: Hart Hanson

### Trama
Bones e Booth si stanno recando in tribunale, ma la loro attenzione viene catturata da una simulazione che Angela sta effettuando, utilizzando dei resti in attesa di identificazione, pratica di cui si occupa il Jeffersonian e che all'attivo conta qualche migliaio di casi. Bones ritorna sconvolta nel suo studio: il viso renderizzato è quello di sua madre. Booth parte subito ufficialmente con le ricerche, ora che sono a disposizione i resti. Questo porta alla scoperta della vera identità dei genitori di Bones, due rapinatori di banche che avevano assunto un'altra identità senza un apparente motivo; anche Bones ora dubita della sua vera identità. Le tracce portano a una persona inserita nel programma protezione, che altri non è che un complice della banda beccato dalla polizia e che ha permesso la cattura di tutti i componenti. I rilievi sul cranio della madre di Bones portano a identificare l'arma dell'omicidio in una chiave per gomme; ma si tratta invece di uno sparachiodi rinvenuto nell'azienda del protetto, che combacia: viene quindi arrestato, ma promette che se finirà in galera, non rivelerà nulla sul passato di Bones e dei suoi genitori. Al termine di questa convulsa giornata, dopo avere chiarito il mistero che offuscava la sparizione dei genitori di Bones e del fratello, Bones riceve una telefonata: è la voce del padre, che ordina a Bones di desistere dal cercare la verità.